# Steve Marr
Steve Marr (né le 6 juin 1984 à Kamloops dans la province de la Colombie-Britannique) est un joueur professionnel canadien de hockey sur glace.

## Carrière en club
En 2001, il débute dans la Ligue de hockey de l'Ouest avec les Tigers de Medicine Hat. En 2003-2004, l'équipe remporte la Coupe du Président. La saison suivante, il est promu capitaine. Le 5 août 2005, il signe un contrat en tant qu'agent libre avec les Flames de Calgary. Il est assigné aux Ak-Sar-Ben Knights d'Omaha de la ligue américaine et joue également avec les Wranglers de Las Vegas de l'ECHL. Le 22 juin 2007, il est échangé avec Andrei Zyuzin aux Blackhawks de Chicago en retour de Adrian Aucoin et d'un choix de 7e ronde lors du repêchage d'entrée 2007 dans la Ligue nationale de hockey. Capitaine des Ice Pilots de Pensacola en ECHL, il joue également une dizaine de parties avec les IceHogs de Rockford.

## Trophées et honneurs personnels
- 2010 : nommé dans la seconde équipe d'étoiles de la Sask West Hockey League.

## Statistiques
| Saison    | Équipe                     | Ligue    |    | Saison régulière | Saison régulière | Saison régulière | Saison régulière | Saison régulière |    | Séries éliminatoires | Séries éliminatoires | Séries éliminatoires | Séries éliminatoires | Séries éliminatoires |
| Saison    | Équipe                     | Ligue    | PJ | B                | A                | Pts              | Pun              | PJ               | B  | A                    | Pts                  | Pun                  |                      |                      |
| 2001-2002 | Tigers de Medicine Hat     | LHOu     | 63 | 0                | 0                | 0                | 50               | --               | -- | --                   | --                   | --                   |                      |                      |
| 2002-2003 | Tigers de Medicine Hat     | LHOu     | 54 | 3                | 11               | 14               | 95               | 11               | 0  | 1                    | 1                    | 22                   |                      |                      |
| 2003-2004 | Tigers de Medicine Hat     | LHOu     | 71 | 2                | 9                | 11               | 80               | 20               | 1  | 2                    | 3                    | 50                   |                      |                      |
| 2004-2005 | Tigers de Medicine Hat     | LHOu     | 54 | 11               | 8                | 19               | 105              | 13               | 2  | 3                    | 5                    | 22                   |                      |                      |
| 2005-2006 | Ak-Sar-Ben Knights d'Omaha | LAH      | 32 | 0                | 0                | 0                | 31               | --               | -- | --                   | --                   | --                   |                      |                      |
| 2005-2006 | Wranglers de Las Vegas     | ECHL     | 23 | 1                | 3                | 4                | 24               | --               | -- | --                   | --                   | --                   |                      |                      |
| 2006-2007 | Ak-Sar-Ben Knights d'Omaha | LAH      | 34 | 1                | 3                | 4                | 18               | --               | -- | --                   | --                   | --                   |                      |                      |
| 2007-2008 | Ice Pilots de Pensacola    | ECHL     | 31 | 0                | 0                | 0                | 38               | --               | -- | --                   | --                   | --                   |                      |                      |
| 2007-2008 | IceHogs de Rockford        | LAH      | 13 | 0                | 1                | 1                | 6                | --               | -- | --                   | --                   | --                   |                      |                      |
| 2008-2009 | Herner EV                  | Oberliga | 17 | 2                | 6                | 8                | 97               | 3                | 0  | 0                    | 0                    | 10                   |                      |                      |
| 2009-2010 | Flyers de Leader           | SWHL     |    |                  |                  |                  |                  |                  |    |                      |                      |                      |                      |                      |